# McGraw-Hill
A McGraw-Hill, ahogyan sokan ismerik, teljes nevén The McGraw-Hill Companies, Inc., egy New York City-beli központtal (Rockefeller Center) rendelkező, tőzsdén bejegyzett magánvállalkozás, mely Magyarországon főleg a kiváló színvonalú műszaki könyveiről ismert.
Tevékenységi köre számos szolgáltatásra kiterjed (pénzügyi szolgáltatások, könyvkiadás, műsorszórás, oktatás és egyéb üzleti tevékenységek).
Számos tankönyvet és magazint is publikál, mint például az Architectural Record és az  Aviation Week.
A McGraw-Hill a Standard & Poor's, Platts és a J. D. Power and Associates cégek anyavállalata, a kanadai McGraw-Hill Ryerson kiadó többségi tulajdonosa.

## A vállalat története
A vállalat eredete 1888-ig nyúlik vissza, amikor  a vállalat társalapítója, James H. McGraw megvette az American Journal of Railway Appliancest (vasúti folyóirat, USA). Ezután folyamatosan növelte a folyóiratok számát, és 1899-ben megalapította a The McGraw Publishing Company-t (McGraw Kiadó).
Társalapítója, John A. Hill, szintén számos műszaki és üzleti folyóirattal járult  hozzá a vállalat megalapozásához, és eközben 1902-ben megalapította a saját kiadóvállalatát is, a The Hill Publishing Company-t.
1909-ben az alapítók, akik jól ismerték egymást és közös volt az érdeklődési területük, megállapodtak egy közös könyvkiadó vállalat létrehozásában, ez lett a The McGraw-Hill Book Company. John Hill lett az elnök, James McGraw az alelnök.
1917-ben a vállalataik maradó részeit is integrálták a The McGraw-Hill Publishing Company, Inc. nevű cégbe.
1986-ban a McGraw-Hill megvásárolta a The Economy Company nevű vállalatot, ezzel az USA legnagyobb oktatási célú kiadója jött létre.
1995-ben a McGraw-Hill Publishing Company, Inc-ból létrejött a The McGraw-Hill Companies  a cégidentitás egységesítésére.
2007-ben a McGraw-Hill létrehozott egy online oktatási hálózatot, a GradeGuru.com-ot.
2011. októberben a McGraw-Hill eladta a teljes televíziós csoportját a The E. W. Scripps Company-nak.

## A vállalat szervezete
A McGraw-Hill vállalat három fő üzletágba szerveződik:

### Oktatás
A McGraw-Hill az oktatás minden szintjét ellátja oktatási anyagokkal online és tradicionális módon is.
A McGraw-Hill brandnevek az oktatás területén:
- CTB/McGraw-Hill (oktatókat segítő hálózat)
- Glencoe/McGraw-Hill (online szolgáltatás)
- The Grow Network/McGraw-Hill (online oktatási hálózat)
- Macmillan/McGraw-Hill (interaktív oktatási szolgáltatás elemi iskolák részére)
- McGraw-Hill/Irwin (kiadó)
- McGraw-Hill Contemporary
- McGraw-Hill Digital Learning (digitális tanulás)
- McGraw-Hill Professional Development (széles körű oktatási szolgáltatások)
- SRA/McGraw-Hill (oktatási eszközök)
- Wright Group/McGraw-Hill
- McGraw-Hill Higher Education (magas szintű oktatási anyagok)
- McGraw-Hill Custom Publishing (márkamagazin, mely a törzsvásárlókhoz szól)
- McGraw-Hill Professional (professzionális kiadványok)
- Open University Press

A McGraw-Hill Education jelen van Ázsiában, Ausztráliában, Európában, Latin-Amerikában, Kanadában és Indiában.

### Pénzügyi szolgáltatások
A Standard & Poor's független befektetési tanácsadással, hitelminősítéssel és számos más pénzügyi szolgáltatással foglalkozik, mint például a S&P 500.

### Információ és média
- Platts (energia- és fémipari információk)
- Aviation Week & Space Technology|Aviation Week Group (repülés- és űrtechnikai kiadványok)
- McGraw-Hill Broadcasting  (műsorszóró tevékenység)
  - KMGH-TV (Denver, Colorado)
  - KZCO-LP és KZFC-LP (Denver, Colorado)
  - KZCS-LP (Colorado Springs, Colorado)
  - KGTV (San Diego, Kalifornia)
  - KZSD-LP (San Diego, Kalifornia)
  - KERO-TV (Bakersfield, Kalifornia)
  - KZKC-LP (Bakersfield, Kalifornia)
  - WRTV (Indianapolis, Indiana)
- J. D. Power and Associates (globális marketinginformációs szolgálat)
- McGraw-Hill Construction (építészeti kiadvány)

## Akvizíciók
A McGraw-Hill vállalat története során jelentősen bővült az akvizícióin keresztül, és nem csak kiadói tevékenységi körben, hanem más területeken is, mint például a pénzügyi szektorban (Standard & Poor's, 1966) vagy Time-Life (média, 1972).
| Az akvizíció ideje | Az akvizíció tárgya                           |                                      |
| ------------------ | --------------------------------------------- | ------------------------------------ |
| 1920               | Newton Falls Paper Company                    | Kiadó, internet                      |
| 1928               | A. W. Shaw Company                            | Kiadó                                |
| 1950s              | Gregg Company                                 | Szaktárgyi tankönyvek kiadója        |
| 1953               | Warren C. Platts vállalatai, beleértve Platts | Olajipari információk, kiadó         |
| 1961               | F. W. Dodge Corporation                       | Építészeti információk, kiadó        |
| 1965               | California Test Bureau                        | Oktatási tesztrendszerek fejlesztője |
| 1966               | Standard & Poor's                             | Pénzügyi szolgáltatások              |
| 1968               | National Radio Institute                      | Levelezőiskola                       |
| 1970               | The Ryerson Press                             | Oktatási és kereskedelmi kiadványok  |
| 1972               | Television Stations of Time Life Broadcasting | Műsorszórás                          |
| 1986               | The Economy Company                           | Oktatási kiadványok                  |
| 1996               | Random House Schools and Colleges             | Oktatási kiadványok                  |
| 1996               | Times Mirror Higher Education                 | Oktatási kiadványok                  |
| 1997               | Micropal Group Limited                        | Pénzügyi szolgáltatások              |
| 1999               | Appleton & Lange                              | Egészségügyi információk             |
| 2000               | Tribune Education, beleértve NTC/Contemporary | Kiadó                                |
| 2002               | Open University Press                         | Akadémiai publikációk                |
| 2005               | J. D. Power & Associates                      | Marketinginformáció-szolgáltató      |

## Partnerség
A McGraw-Hill partneri viszonyban van öt másik, felsőfokú oktatási anyagokkal foglalkozó kiadóval, és létrehozták a 'CourseSmart' nevű vállalatot, mely egyetemi tankönyveket publikál egységes 'eTextbook' formátumban.

## A  McGraw-Hill épület

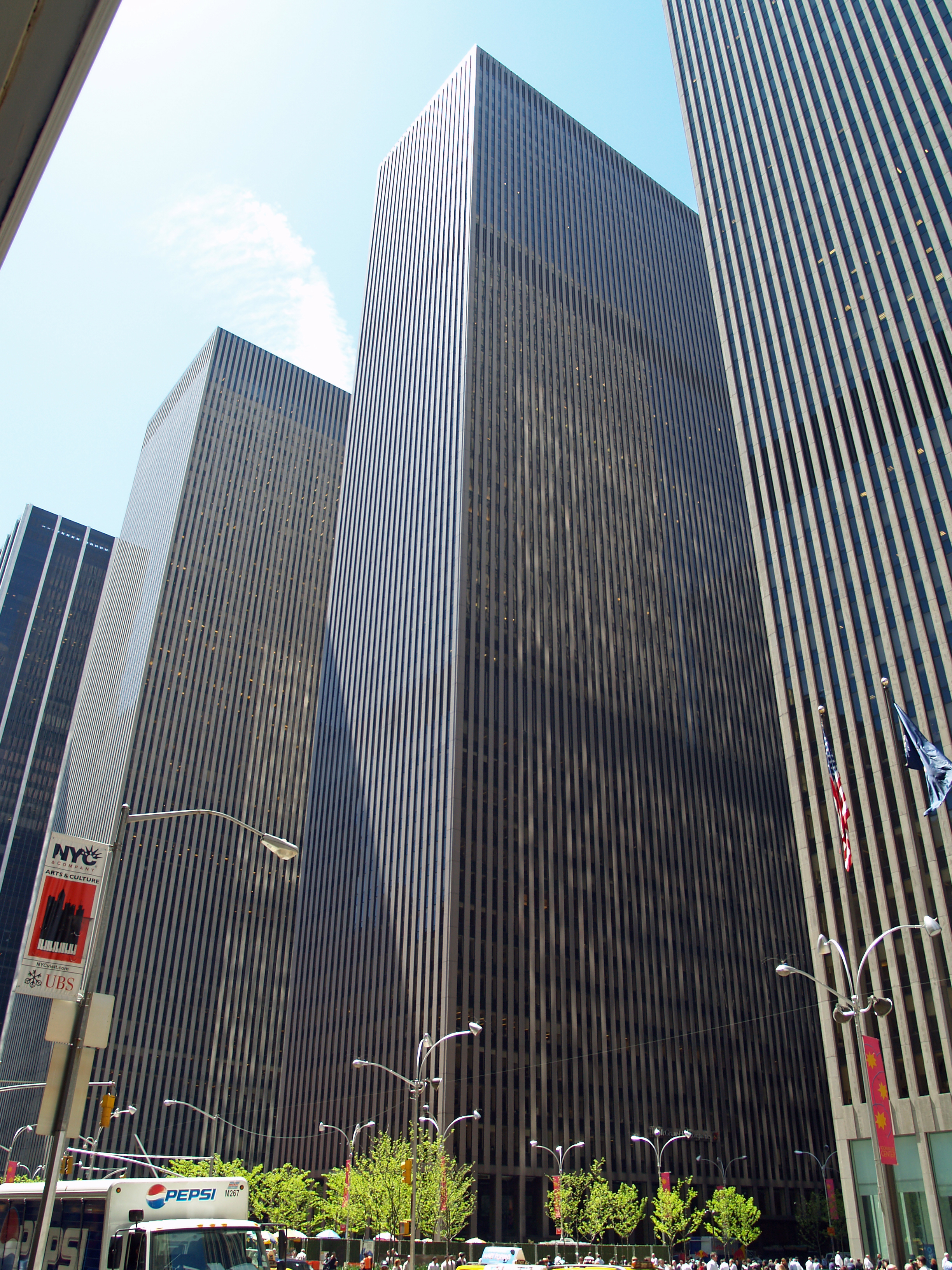
A McGraw-Hill felhőkarcolója

A McGraw-Hill épület New York City-ben, Manhattanben található. A felhőkarcolót 1969-ben építették a hatodik és a hetedik sugárút között.

## McGraw-Hill Szövetségi Hitelunió
A McGraw-Hill Szövetségi Hiteluniót 1935-ben alapították, eredetileg azzal a céllal, hogy alkalmazottaiknak nyújtsanak szolgáltatásokat.
A jelenlegi portfólió: megtakarítások, számlavezetés, letéti jegyek, hitelkártya-kezelés, hitelek, lakáscélú jelzálogkölcsön.

## Díjak
1999-ben a Nemzeti Építészeti Múzeum (USA) a McGraw-Hill-nek adományozta az évenként kiosztott tiszteletdíjat a vállalat hozzájárulásáért az építészeti kiadványok terén.